# HEIWA・PGMチャンピオンシップ
HEIWA・PGMチャンピオンシップ（ヘイワ・ピージーエムチャンピオンシップ）は2013年から日本ゴルフツアー機構（JGTO）の公認、平和とパシフィックゴルフマネージメントの共催による男子プロゴルフトーナメントの一つである。

## 大会会場について
2013年と2014年は茨城県稲敷郡美浦村の美浦ゴルフ倶楽部、2015年と2016年は千葉県印西市の総武カントリークラブ総武コース、そして2017年から2019年までは沖縄県国頭郡恩納村にあるPGMゴルフリゾート沖縄で開催されていた。しかし2020年・2021年は一旦開催が中断され、2022年はPGM石岡ゴルフクラブで開催されることになった。

## 歴代優勝者
| 開催回 | 開催年 | 優勝者名         | スコア | 開催地 | 開催コース                     | 備考       |
| ------ | ------ | ---------------- | ------ | ------ | ------------------------------ | ---------- |
| 第1回  | 2013年 | 呉阿順           | -11    | 茨城県 | 美浦ゴルフ倶楽部               |            |
| 第2回  | 2014年 | 近藤共弘         | -20    | 茨城県 | 美浦ゴルフ倶楽部               |            |
| 第3回  | 2015年 | 谷原秀人         | -11    | 千葉県 | 総武カントリークラブ総武コース |            |
| 第4回  | 2016年 | 谷原秀人         | -12PO  | 千葉県 | 総武カントリークラブ総武コース | [ 注釈 1 ] |
| 第5回  | 2017年 | チャン・キム     | -6     | 沖縄県 | PGMゴルフリゾート沖縄          | [ 注釈 2 ] |
| 第6回  | 2018年 | ショーン・ノリス | -14    | 沖縄県 | PGMゴルフリゾート沖縄          | [ 注釈 3 ] |
| 第7回  | 2019年 | 崔虎星           | -14    | 沖縄県 | PGMゴルフリゾート沖縄          |            |
| 第8回  | 2022年 | 星野陸也         | 258    | 茨城県 | PGM石岡GC                      |            |

## テレビ放送
- 大会4日間すべて、BSデジタル放送のBS朝日が生中継する。第1回～第4回大会まで地上波での中継は行われなかったが、第5回大会から第7回大会までは沖縄県での開催のため地元の琉球朝日放送で同時ネットされている。